# Tom Smith (allevatore)

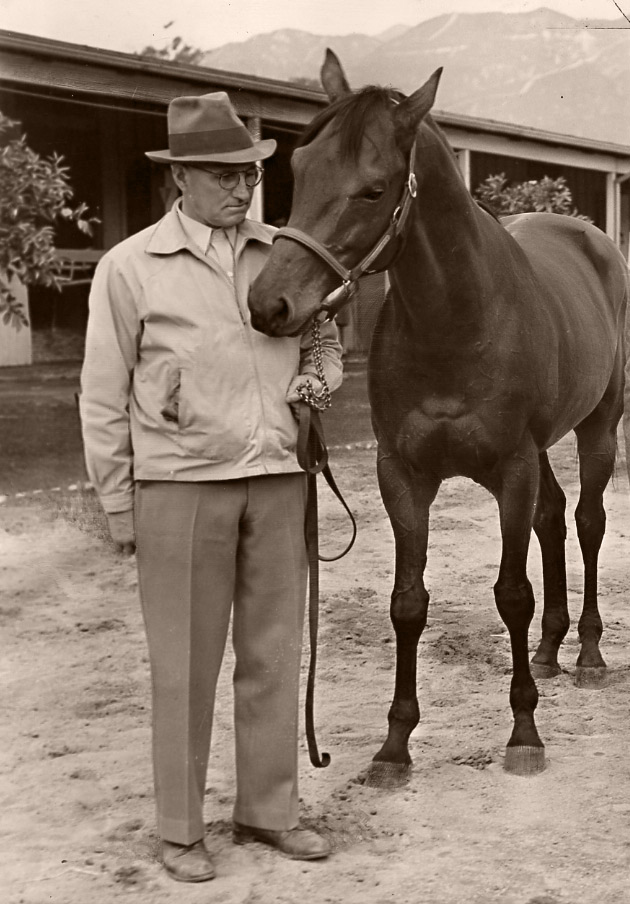
Tom Smith e Seabiscuit

(Laura Hillenbrand - tratto dal suo libro Seabiscuit: una leggenda americana 2001)
Robert Thomas Smith detto Tom (Georgia, 20 maggio 1878 – Glendale, 23 gennaio 1957) è stato un allevatore e allenatore di cavalli purosangue statunitense, divenuto famoso per essere stato l'allenatore del leggendario cavallo da corsa Seabiscuit.

## Biografia

### Primi tempi
Nato in una baita nelle foreste a nord della Georgia, agli inizi del XX secolo Smith rimane a stretto contatto con i nativi americani che lo chiamano "Lone Plainsman" (il tranquillo solitario), mentre i coloni invece gli affibbiano il soprannome di "Silent Tom" (Tom il silenzioso). Da ragazzo, Smith partecipa agli ultimi spostamenti delle mandrie di bovini, nelle praterie americane, cimentandosi anche nella caccia ai cervi e ai leoni di montagna. Considerato uno degli ultimi cowboy, all'età di soli 13 anni diventa un esperto addestratore di cavalli e si occupa di addestrare numerosi mustang per la Cavalleria britannica. Successivamente, diventa caporeparto al Colorado's Unaweep Cattle Range, e vi rimane per circa 20 anni. In questo periodo, il suo compito è quello di addestrare cavalli e di prendersene cura, trattando eventuali lesioni o malattie. Nel 1921 il Colorado's Unaweep viene venduto e Smith trova lavoro come addestratore di purosangue da corsa, attività che gli riusciva con successo avendo trasformato, in più di un'occasione, ordinari cavalli da corsa in campioni.

### Giorno fortunato
Nel 1934 nel nord del Messico Smith acquista in comproprietà con Noble Threewit un cavallo di nome Oriley, in pessime condizioni. La fortuna vuole che Threewit fosse il preparatore di cavalli di George Giannini, proprietario di cavalli da corsa e grande amico del magnate dell'automobile Charles S. Howard. Giannini, visitando il cavallo acquistato dai due, si stupisce di come in poco tempo Smith sia riuscito a metterlo in sesto e riferisce di questo bravo allenatore all'amico Howard, che decide così di assumere Smith come preparatore per i suoi cavalli da corsa.

### L'incontro con Seabiscuit
Nel 1936 Howard e Smith si recano in Massachusetts alla ricerca di cavalli potenziali campioni ed è in questa occasione che Smith incontra per la prima volta Seabiscuit. Due mesi dopo questo incontro, Howard e sua moglie Marcela rivedono Seabiscuit durante una gara minore nella quale in cavallo arriva primo. Howard, parla di questo "piccolo cavallo color fango" a Tom Smith e lui, che aveva già intuito le capacità di Seabiscuit gli disse che, se gli avesse dato quel cavallo, avrebbe fatto di lui un campione. Smith disse inoltre ad Howard che vedeva in Seabiscuit una forte potenzialità per diventare grande e che la sua mediocre carriera era stata causata da una forte negligenza, dalla scarsa preparazione e dalle troppe gare alle quali partecipò fino ad allora.
Howard acquistò quindi il cavallo e Smith, si dedicò a Seabiscuit assecondando la sua abitudine di dormire molto e studiando per lui una dieta bilanciata. Inoltre, per mantenere calmo il cavallo che in più di un'occasione dimostrò di essere intrattabile, decise di affiancargli nella stalla un puledro di nome Pumpkin e un piccolo cane bianco. Questa compagnia, fece diventare un po' più mansueto il suo carattere. Come fantino per Seabiscuit fu scelto Red Pollard, un ragazzo di origini irlandesi che si recò un giorno alle scuderie in cerca di un lavoro. Entrambi (cavallo e fantino) avevano un carattere molto simile e Smith gli affidò la guida di Seabiscuit, convinto che questa loro somiglianza poteva avere successo sulle piste. La costanza nell'allenare Seabiscuit e il forte amore che Smith provava verso questo cavallo lo fecero diventare in poco tempo un allenatore molto ricercato dagli addetti ai lavori. Gli altri allevatori si chiedevano spesso se Smith avesse a che fare con qualche tipo di magia, essendo così bravo a trattare non solo problemi fisici ma anche caratteri intrattabili. Smith rispondeva a queste provocazioni dicendo che per allenare un buon cavallo ci voleva solo buon senso e costanza.
Dopo le prime vittorie di Seabiscuit Howard si prodigò per far balzare alle cronache il suo cavallo, organizzando incontri con la stampa americana. I giornalisti spesso cercavano di attirare l'attenzione di Smith rivolgendogli domande su Seabiscuit e lui rispondeva semplicemente che avevano "trovato un buon cavallo". Questi commenti, fecero sì che alcuni cronisti, giudicarono Smith come qualcuno a cui avessero tagliato la lingua. In realtà Smith odiava apparire sui giornali e considerava la stampa solo un mucchio di personaggi invadenti.

### Il successo
Tom Smith, attraverso la sua visione, riuscì a far sì che Seabiscuit diventasse una leggenda americana. Grazie al suo allenamento, il cavallo vinse alcune delle più grandi gare ippiche americane come il duello con War Admiral e la Santa Anita Handicap. Vinse inoltre il titolo di miglior cavallo dell'anno 1938 e divenne il più grande vincitore di premi in denaro nel mondo delle corse ippiche. Quando Seabiscuit fu ritirato dalle competizioni, nel 1940, Smith continuò a lavorare al servizio di Charles S. Howard fino alla primavera del 1943, anno in cui a causa di un'operazione alla schiena, restò fermo per alcuni mesi per la lunga convalescenza. Howard affidò così i suoi cavalli ad un altro allenatore. Dopo il recupero dall'operazione Smith si recò nella costa orientale, e venne assunto da Elizabeth Arden Graham, magnate della cosmetica e grande appassionata di cavalli, che riteneva Smith un uomo del quale potersi fidare ciecamente.

### Il marchio nero
Nel 1945, all'età di 67 anni, Smith riceve un duro colpo per la sua carriera. L'8 novembre di quell'anno, durante la preparazione di un cavallo della scuderia Arden per il Kentucky Derby, decide di usare sul cavallo del decongestionante per via nasale. La legislatura dello stato di New York proibiva però la prescrizione e l'assunzione di medicinali da parte dei cavalli da corsa. Si trattò di un caso di doping, sicuramente involontario. Anche se l'assunzione del farmaco da parte del cavallo fu ritenuta di quantità insignificante, Smith venne allontanato dalle corse per un anno, nonostante si fosse aperta un'inchiesta su questo episodio che venne ritenuto controverso e privo di prove. Dopo la revoca dell'allontanamento, Smith fu riassunto dalla Arden e lui ricambiò il gesto di fiducia portando il suo cavallo Jet Pilot alla vittoria del Kentucky Derby del 1947.

### Ultimi tempi
Tom Smith, dopo questo episodio, continuò a lavorare con i cavalli fino all'età di 78 anni. Durante questo tempo il suo fisico si debilitò e nel 1955 si ritirò in pensione e viene ricoverato per motivi di salute presso un sanatorio a Glendale, in California. Questo periodo fu l'unico che Smith passò lontano dai suoi amati cavalli e finì i suoi ultimi giorni in totale solitudine, come era sempre vissuto. Smith si spense al sanatorio il 23 gennaio 1957 e alla funzione funebre, avvenuta in un freddo giorno, erano presenti pochissime persone. Le sue spoglie riposano al Forest Lawn Memorial Park a Glendale, Los Angeles, California. Nella sua carriera Tom Smith ha portato al successo 29 cavalli purosangue tra i quali il leggendario Seabiscuit, Kayak II, Lord Boswelle, Porter's Cap e War Jeep (figlio del campione War Admiral).

### Omaggi postumi
La sua fama di grande allenatore fu riabilitata più di 40 anni dopo la sua morte, essendo stato iscritto alla Hall of fame degli allenatori dei cavalli da corsa e la sua storia è stata raccontata nel libro del 2001 di Laura Hillenbrand Seabiscuit: una leggenda americana.
Nel 2003 l'attore premio Oscar Chris Cooper interpreta Tom Smith nel film di Gary Ross Seabiscuit - Un mito senza tempo.